# Sathorn

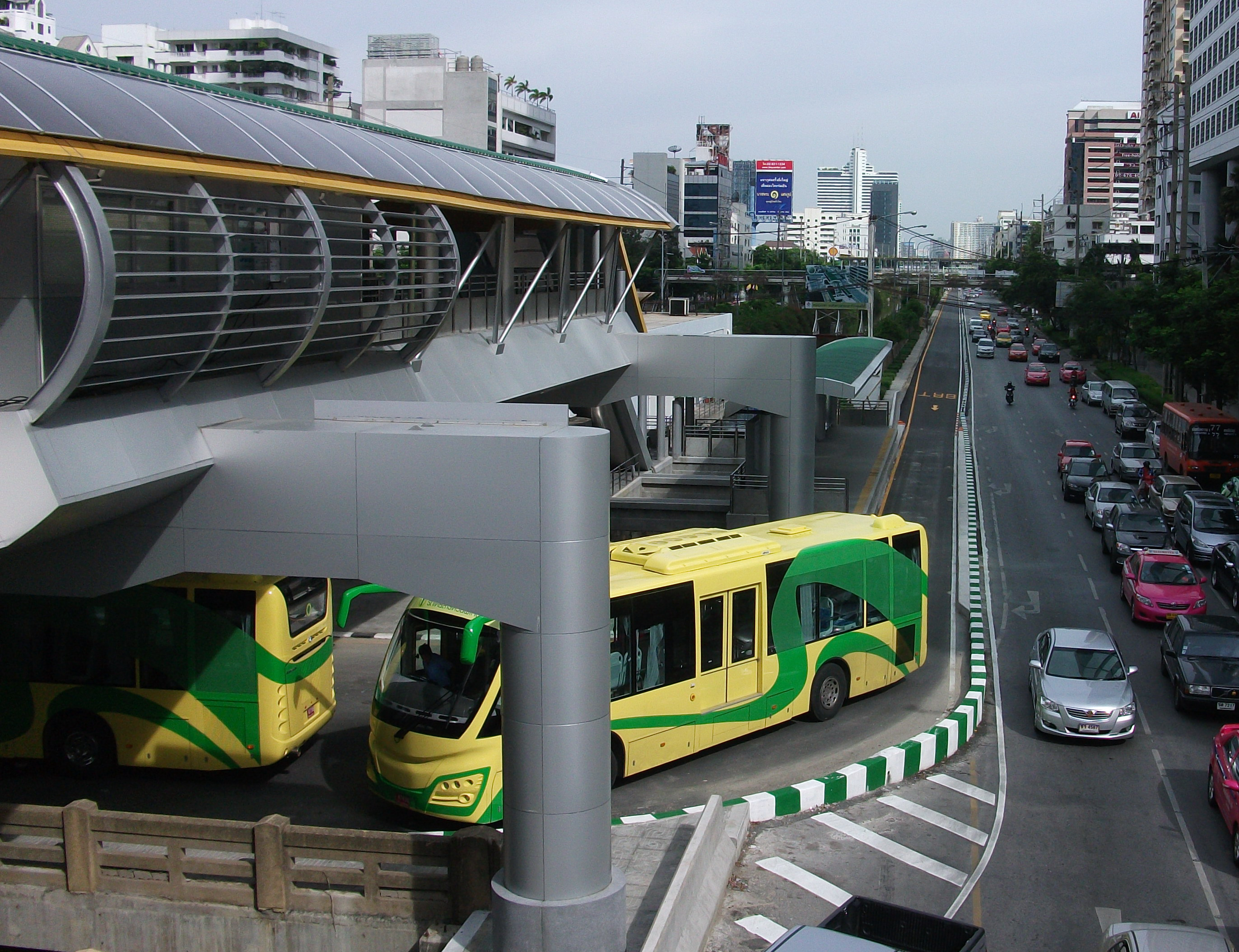
BRT Bangkok Station in Sathorn

Sathorn (ook wel Sathon' in Thais: เขตสาทร) is een van de 50 districten (khet) van Bangkok, de hoofdstad van Thailand. Een weg en kanaal in dit district dragen dezelfde naam, waar het district dan ook haar naam aan te danken heeft. Het kanaal is gegraven door een Chinees bedrijf ten behoeve van het openbaar vervoer. Dankzij haar inspanningen kreeg de Chinese eigenaar van het kanaal van koning Rama V de naam Luang Sathorn Racha Yuk (หลวงสาทรราชายุกต์).
Sathorn is een belangrijk zakencentrum geworden. De belangrijkste banken (onder andere ABN AMRO, Bank of China), Accountantskantoren (onder andere PWC, Deloitte), advocatenkantoren (ILCT, Baker & Mckenzie) hebben hier hun Thaise of regionale hoofdkantoor.

## Onderverdeling
Het district is onderverdeeld in drie subdistricten (Kwaeng):
- Thung Wat Don (ทุ่งวัดดอน)
- Yannawa (ยานนาวา)
- Thung Maha Mek (ทุ่งมหาเมฆ)